# Едвард Сентено
Едвард Сентено (ісп. Edward Zenteno, нар. 5 грудня 1984, Кочабамба) — болівійський футболіст, захисник клубу «Хорхе Вільстерман».
Виступав, зокрема, за клуби «Хорхе Вільстерман» та «Аурора», а також національну збірну Болівії.

## Клубна кар'єра
У професійному футболі дебютував 2003 року виступами за команду клубу «Хорхе Вільстерман», в якій провів три сезони, взявши участь у 98 матчах чемпіонату. Більшість часу, проведеного у складі «Хорхе Вільстермана», був основним гравцем захисту команди.
Протягом частини 2006 року захищав кольори команди клубу «Зе Стронгест», у складі якої, проте, жодної гри чемпіонату не провів. Утім привернув увагу представників тренерського штабу клубу «Аурора», до складу якого приєднався 2007 року. Відіграв за команду з Кочабамби наступні п'ять сезонів своєї ігрової кар'єри. Граючи у складі «Аурори», також здебільшого виходив на поле в основному складі команди.
До складу клубу «Хорхе Вільстерман» приєднався 2012 року. Відтоді встиг відіграти за команду з Кочабамби 146 матчів в національному чемпіонаті.

## Виступи за збірну
2005 року дебютував в офіційних матчах у складі національної збірної Болівії. Наразі провів у формі головної команди країни 28 матчів.
У складі збірної був учасником розіграшу Кубка Америки 2015 року в Чилі, розіграшу Кубка Америки 2016 року в США.